# Î
Î, î (I cyrkumfleks) Litera alfabetu łacińskiego używana w języku walijskim, afrikaans, języku francuskim, w języku romskim i w języku rumuńskim. W języku rumuńskim wymawiany jest jako /ɨ/.